# Vzduchová pistole

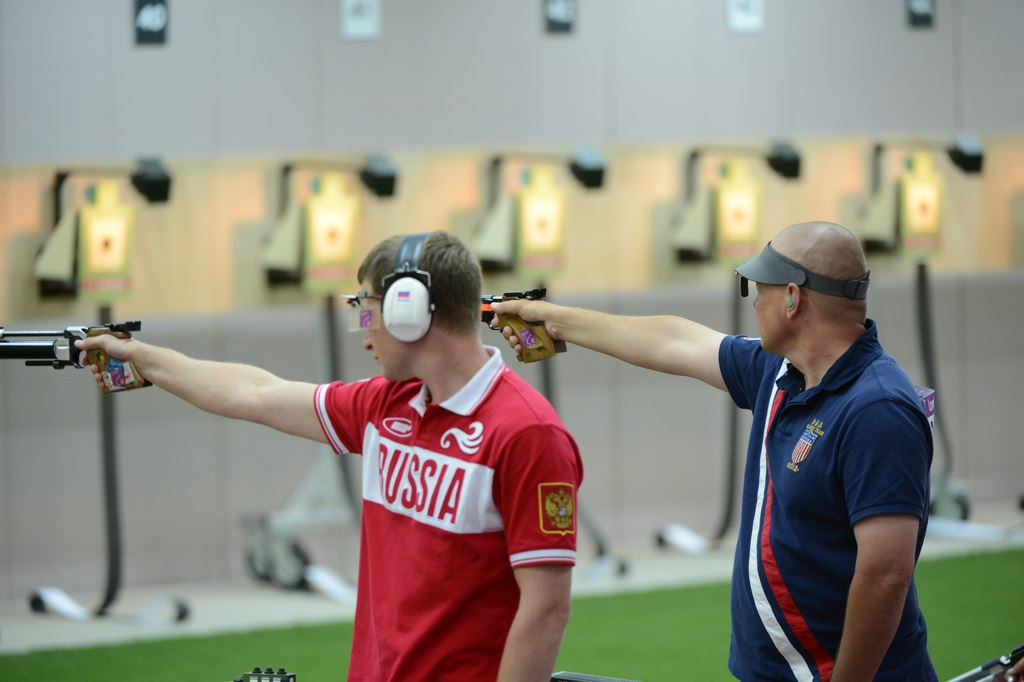
Rotný první třídy americké armády Daryl Szarenski (vpravo), člen programu Army World Class Athlete Program, na soutěží na letních Olympijských hrách v roce 2012 ve střelbě ze vzduchové pistole na 10 metrů. Royal Artillery Barracks v Londýně

Vzduchová pistole je buď druh ruční střelné zbraně, nebo hovorové označení této disciplíny sportovní střelby.

## Popis zbraně
Vzduchová pistole je lehká sportovní zbraň, kterou lze použít také pro odlov menších zvířat (či škůdců, např. menších hlodavců apod.) Pohon střely u vzduchové pistole zajišťuje stlačený vzduch podobně jako je tomu u vzduchové pušky. Jako střelivo se používají olověné diabolky nebo broky. Obvyklá ráže vzduchových zbraní činí 4,5 milimetru. U sportovní vzduchové pistole je stanoven minimální odpor spouště 500 g.

## Sportovní disciplína

### Průběh závodu

10 meter air pistol target

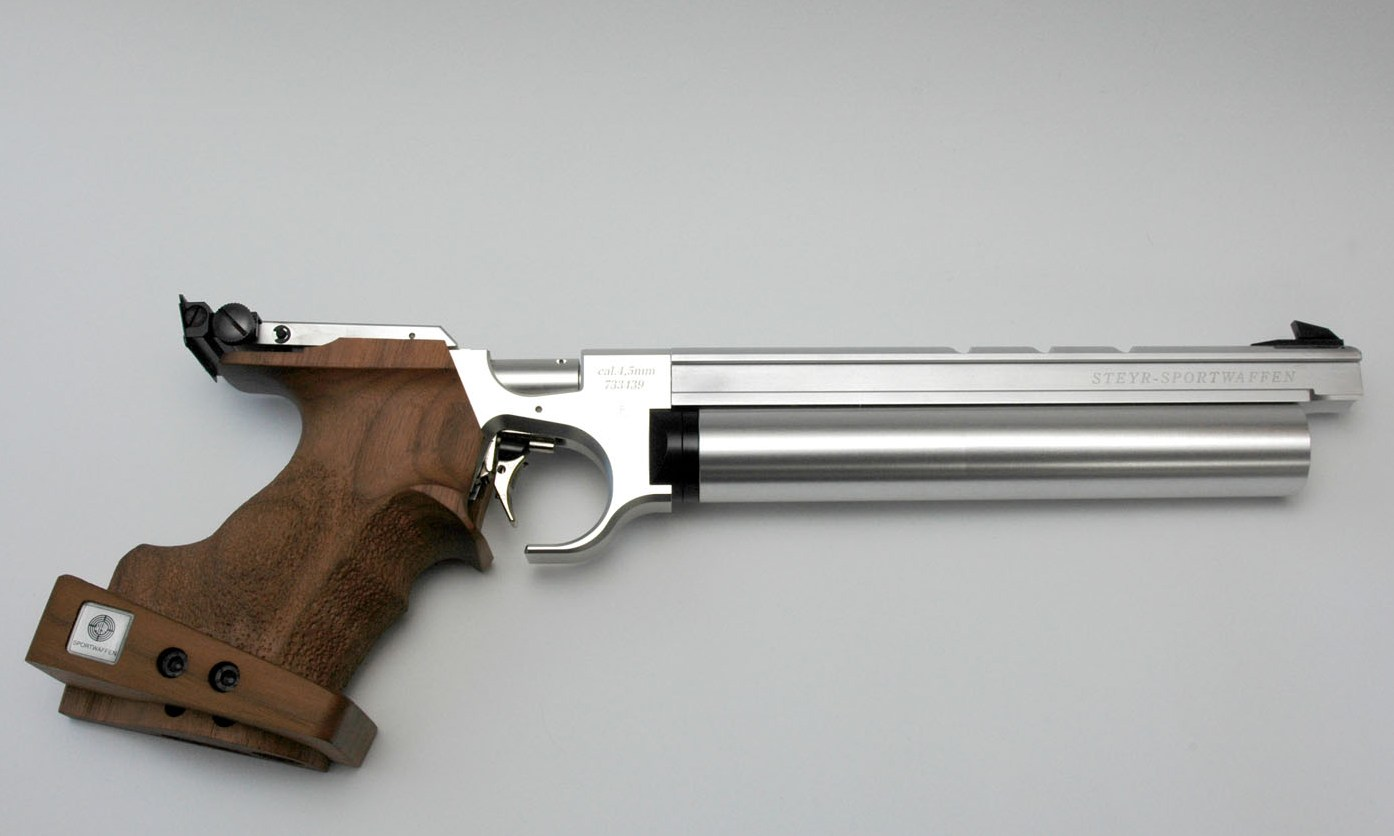
Steyr lp10

Vzduchová pistole se střílí na 10 metrů, ve dvou kategoriích 40 a 60 ran. Menší počet ran střílí, juniorky a dorost, větší muži, junioři a senioři. Příprava a nástřel trvá 15 minut, na závod je čas 60 minut (40 ran) nebo 90 minut (60 ran). V případě elektronických terčů je čas zkrácen o 10, resp. o 15 minut.

#### Hodnocení
- Základní závod se hodnotí na celé body, tzn. maximální nástřel je 400, resp. 600 bodů. Finále se hodnotí na desetiny.

#### Rozměry terče
Od roku 1992 má terč desítku velkou 11,5 mm, černý střed 59,7 mm a jedničku 155,5 mm.
Sezona je celoroční, ale hlavní sezona začíná na podzim, v únoru bývá ME, v dubnu MČR a na jaře a v létě je ČP (Český pohár) a ČPTM (Český pohár talentované mládeže).

### Finále
Finále se střílí od nuly a postupuje do něj 8 nejlepších střelců z kvalifikace. Začíná se dvěma sériemi po třech ranách v čase 150 s na každou. Poté následují samostatné rány, každá v čase 50 s. Po každé druhé ráně vypadává střelec s nejmenším nástřelem. Nejlepší dva střelci ve finále vystřelí 20 ran (bez nástřelu).

## Rekordy

### České rekordy
| Kategorie         | Jméno                         | Nástřel |
| ----------------- | ----------------------------- | ------- |
| VzPi 60 ran       |                               |         |
| Muži              | Tenk Martin                   | 589     |
| Junioři           | Pecháček Martin               | 585     |
| VzPi 40 ran       |                               |         |
| Ženy              | Marušková Lenka               | 393     |
| Juniorky          | Marušková-Hyková Lenka        | 390     |
| Starší dorostenci | Dušek Daniel                  | 386     |
| Starší dorostenky | Krykorková Markéta            | 389     |
| Mladší dorostenci | Dubový Jindřich               | 384     |
| Mladší dorostenky | Získalová Silvie, Dědová Anna | 382     |

### Světové rekordy
| Kategorie | Jméno             | Nástřel |
| --------- | ----------------- | ------- |
| Muži      | JIN Jongoh        | 594     |
| Junioři   | EKIMOV Leonid     | 588     |
| Ženy      | SMIRNOVA Svetlana | 393     |
| Juniorky  | MLADENOVIC Marija | 391     |